# Kabé (Tagazar)
Kabé ist ein Dorf in der Landgemeinde Tagazar in Niger.

## Geographie
Das von einem traditionellen Ortsvorsteher (chef traditionnel) geleitete Dorf liegt am Rand des Trockentals Dallol Bosso. Es befindet sich rund 18 Kilometer südöstlich des Hauptorts Balleyara der Landgemeinde Tagazar und des Departements Balleyara, das zur Region Tillabéri gehört. Zu den Siedlungen in der näheren Umgebung von Kabé zählen Sandiré im Nordwesten, Tabla im Norden, Sargadji im Osten, Goubé Zéno im Süden, Taya Zarma im Südwesten und Lamoudi im Westen.
Kabé ist Teil der Übergangszone zwischen Sahel und Sudan. Die durchschnittliche jährliche Niederschlagsmenge beträgt hier zwischen 400 und 500 mm. Der Teich Mare de Kabé führt für sechs bis acht Monate nach der Regenzeit Wasser.

## Geschichte

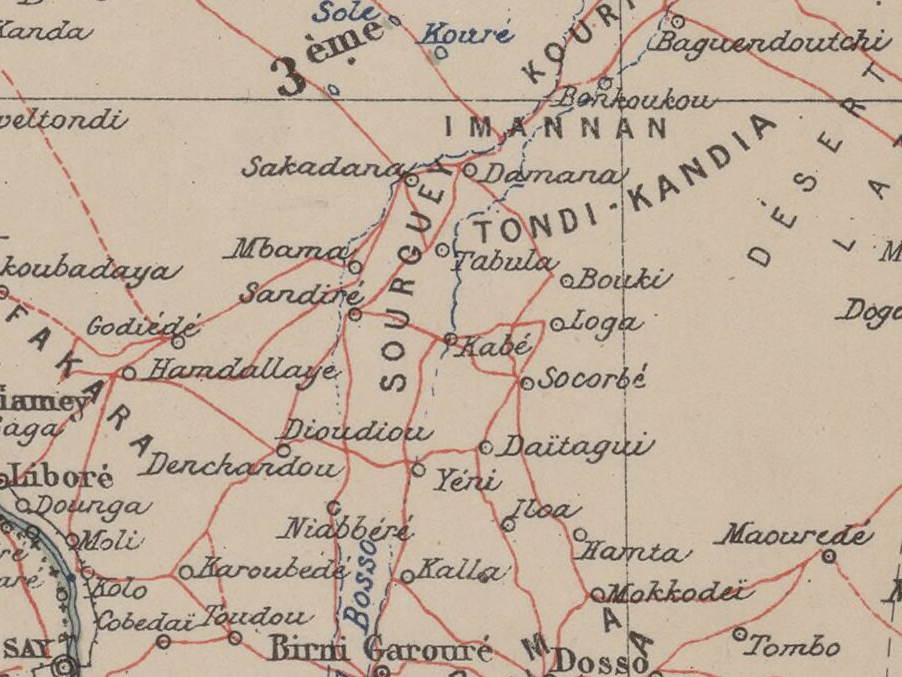
Ausschnitt einer Karte von 1903 mit Kabé im Zentrum

Der Ortsname Kabé bezeichnet in der Sprache Hausa die Pflanzenart Mitragyna inermis. Von 1998 bis 2003 wurden in Kabé auf einer Fläche von drei Hektar Gummiarabikumbäume (Acacia senegal) gepflanzt.

## Bevölkerung
Bei der Volkszählung 2012 hatte Kabé 2138 Einwohner, die in 314 Haushalten lebten. Bei der Volkszählung 2001 betrug die Einwohnerzahl 2523 in 293 Haushalten und bei der Volkszählung 1988 belief sich die Einwohnerzahl auf 1237 in 170 Haushalten.

## Wirtschaft und Infrastruktur
Im Dorf wird ein Wochenmarkt abgehalten. Der Markttag ist Freitag. Die Mare de Kabé dient dem Gemüseanbau und als Viehtränke. Mit einem Centre de Santé Intégré (CSI) ist ein Gesundheitszentrum vorhanden. Es gibt eine Schule. Durch Kabé verläuft die 79,5 Kilometer lange Landstraße RR3-007 zwischen Tabla und Birni N’Gaouré.